# マドラス大学

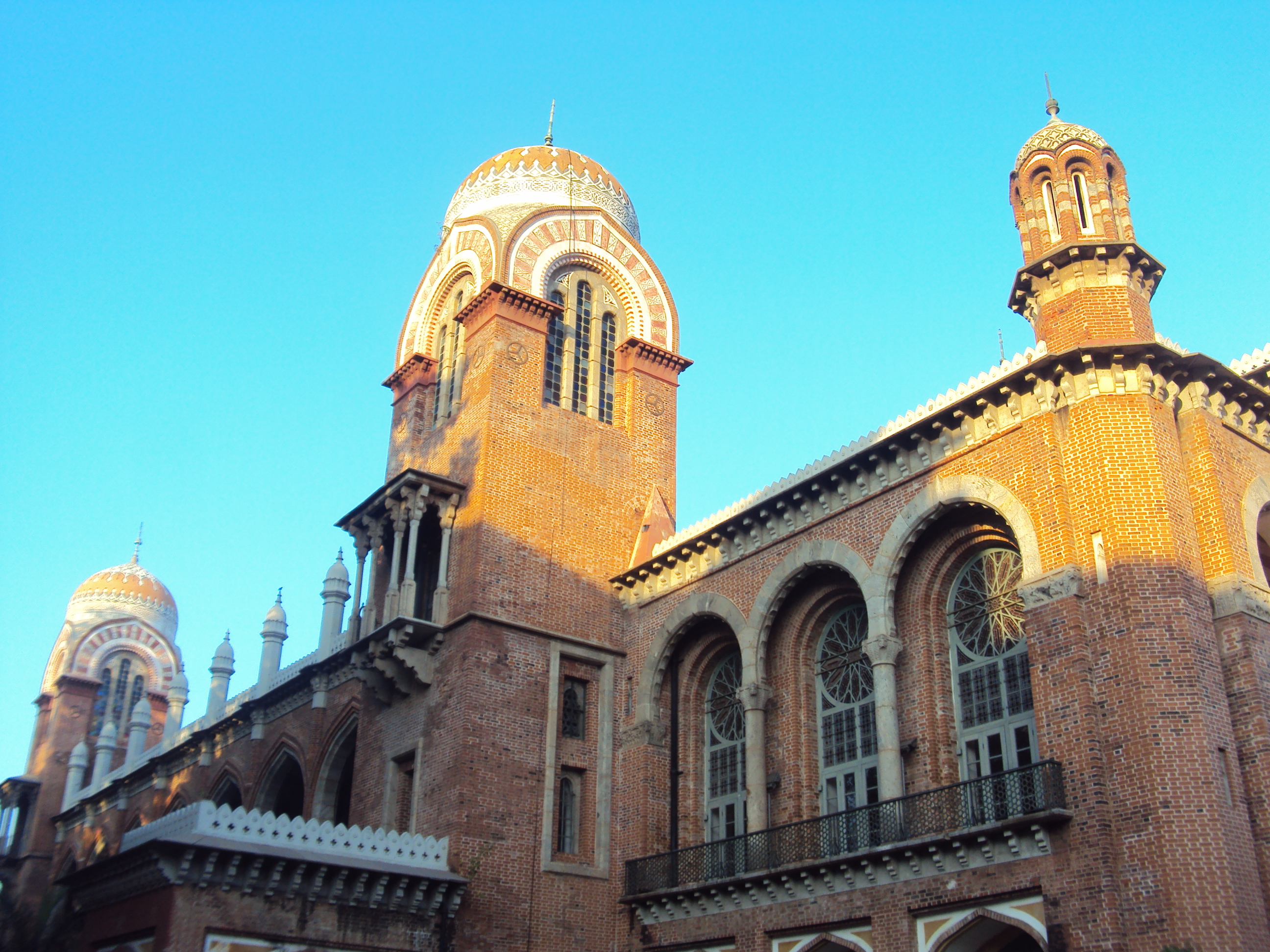
マドラス大学

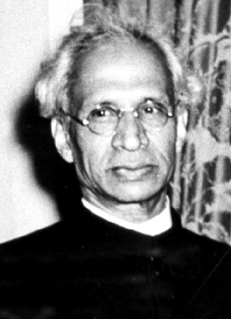
インド2代目大統領ラーダークリシュナンは当校の卒業生である

マドラス大学（University of Madras）は、インドのタミル・ナードゥ州チェンナイにある大学である。チェンナイの市内に、チェーパウク、マリーナ、ギンディ、タラマニの4つのキャンパスがある。

## 沿革
1857年9月5日にインド立法議会の法律により設置された。ムンバイ大学およびコルカタ大学と並んで、インドの最も古い三大学のうちのひとつである。
2004年に、工科の研究室がすべてアンナー大学に移行した。

## 組織
ロンドン大学を範として組織されており、50を超える学科で多様な専攻の研究教育を行なっている。また、多くのカレッジがマドラス大学に所属しており、附設研究所も43存在している。

## 議事堂
マドラス大学の有する歴史的建造物である議事堂（Senate House）は、チェンナイの代表的建築物のひとつである。1869年に建てられたこの議事堂は、マドラス大学の中で最初に建てられた建物であり、インド・サラセン様式とビザンティン様式とを見事に調和させた、名建築家ロバート・フェローズ・チゾムの傑作である。老朽化に伴い修復を現在計画中であるが、150万ドルの資金繰りが難航しており、工事開始の目途は立っていない。